# Albert Roca i Orta
Albert Roca i Orta (Barcelona, 1971) és escriptor i cantautor. Ha publicat els títols Galeries subterrànies (Premi Mercè Rodoreda 1998), Sobretaula amb càmera fixa (Premi Sent Soví de Literatura Gastronòmica 2000), Penombra oriental (2001), Això és absurd (2004) i Un cargol per a l'Emma (Premi Edebé de Literatura Infantil 1998). També ha participat en l'antologia de narrativa catalana Veus (2010), a cura de Lolita Bosch. Com a cantautor actua al Festival Acústica 2013 de Figueres. L'any 2016 publica els àlbums A i B.

## Obra
Narrativa
- Un cargol per a l'Emma. Barcelona: Edebé, 1998
- Galeries subterrànies. Barcelona: Proa, 1999
- Això és absurd. Barcelona: La Magrana, 2004

Novel·la
- Sobretaula amb càmera fixa. Barcelona: Destino, 2000

Descripció i viatges
- Penombra oriental. Barcelona: La Magrana, 2001

Altres
-  25 anys de protecció als aiguamolls de l'Empordà : 1983-2008. Barcelona : Parc Natural dels Aiguamolls de l'Empordà : Generalitat de Catalunya, Departament de Medi Ambient i Habitatge, 2009

Cançó
A i B. Records DK, 2016.